# Pukwana
Pukwana est une municipalité américaine située dans le comté de Brule, dans l'État du Dakota du Sud.
Fondée en 1881, la localité doit son nom à un mot amérindien signifiant « pipe de la paix » et qui apparaît dans Le Chant de Hiawatha de Henry Longfellow.

## Démographie
| 1910 | 1920 | 1930 | 1940 | 1950 | 1960 |
| ---- | ---- | ---- | ---- | ---- | ---- |
| 164  | 192  | 307  | 258  | 302  | 247  |

| 1970 | 1980 | 1990 | 2000 | 2010 | - |
| ---- | ---- | ---- | ---- | ---- | - |
| 208  | 234  | 263  | 287  | 285  | - |

Selon le recensement de 2010, elle compte 285 habitants. La municipalité s'étend sur 0,76 milles carrés (1,97 km2).